# 流星 (コブクロの曲)
「流星」（りゅうせい）は、コブクロの楽曲で、19枚目のシングル。2010年11月17日に発売。発売元はワーナーミュージック・ジャパン。

## 解説
2009年7月発売の「STAY」から「今井美樹×小渕健太郎 with 布袋寅泰+黒田俊介」名義でリリースされた「太陽のメロディー」を経て、コブクロ名義としては1年4か月ぶりに発売されたシングルで、表題曲とそのカラオケトラックのみの収録となっている。
オリコンチャートでは前作同様初登場3位で、初動売上は2009年に発売されたシングル2作（「虹」「STAY」）を上回り、2週目の売上で2作それぞれの累計売上も上回った。累計売上は「時の足音」以来3作ぶりに20万枚を突破、8週連続トップ10入りは2010年発売のシングルでは最高記録で、自身のシングルでは「ここにしか咲かない花」と並んで自己最高タイとなっている。また、フル配信ではミリオンを達成している。
また、この曲は「第26回日本ゴールドディスク大賞」にて、有料ダウンロード総数が一年間で最も多い「ソング・オブ・ザ・イヤー・バイ・ダウンロード」を部門受賞している。
この曲で『第61回NHK紅白歌合戦』に6年連続で出場した。

## 収録曲
1. 流星 （5:10）
  - 作詞・作曲：小渕健太郎、編曲:コブクロ、ストリングスアレンジ：笹路正徳

フジテレビ系テレビドラマ『流れ星』主題歌
ドラマの題名は、この曲名から名づけられており、歌詞はドラマの内容と関係している。
メジャーデビューした2001年からシングル「DOOR」までの作品でプロデューサーを務めていた笹路正徳が編曲に参加している。
2. 流星 （Instrumental）

## 楽曲の収録アルバム
- ALL SINGLES BEST 2
- One Song From Two Hearts
- ALL TIME BEST 1998-2018
- Seasons Selection〜Winter〜
- ALL SEASONS BEST

## カバー
2014年にケラケラがシングル「ひとつだけ」のカップリングとしてカバー。